# Satzzeichen
Satzzeichen sind Sonderzeichen einer Schrift, die der Strukturierung und auch der Sinngebung des Satzbaus dienen. Die Setzung der Satzzeichen wird Zeichensetzung oder Interpunktion genannt.
Nicht dazu gehören Buchstaben und Ziffern sowie informationstragende Sonderzeichen (Währungszeichen, mathematische Symbole usw.) sowie – nach einigen Autoren – Wortzeichen. Hier werden letztere mitbehandelt. Im Falle der Unterscheidung fasst man Satz- und Wortzeichen als Interpunktionszeichen zusammen, siehe dort.

## Geschichte

### Moabiter
Die älteste bekannte Urkunde, die Interpunktion verwendet, ist die Mescha-Stele aus dem 9. Jahrhundert v. Chr. mit Punkten zwischen den Wörtern und waagerechten Strichen zwischen den Sinnabschnitten.

### Griechenland
Die altgriechischen Schriften kennen einen senkrechten Strich und einen, zwei oder drei Punkte übereinander zwischen den Wörtern. Zur Zeit des Euripides und des Aristophanes im 4. vorchristlichen Jahrhundert existierte bereits die polytonische Orthographie mit standardisierten, teils in der Funktion satzzeichenähnliche Zeichen, die speziell in griechischen Theaterstücken als Aussprache-, Betonungs- und Vortragshilfe für die Schauspieler genutzt wurden.
Der griechische Philologe und Leiter der Bibliothek von Alexandria Aristophanes von Byzanz führte im 3. Jahrhundert v. Chr. eine systematische Interpunktion und Akzentschreibung für das Griechische ein, mit der hypostigmḗ (Tiefpunkt) zur Markierung der Satzteile, der stigmḕ mésē (Mittelpunkt) zur Trennung von Haupt- und Nebensätzen und der stigmḕ teleía (Hochpunkt) als Satzpunkt, die ab ca. 200 v. Chr. vermehrt in Manuskripten Verwendung fand.
Ebenfalls den alten Griechen bekannt waren der parágraphos bzw. ein Gamma zur Kennzeichnung von Satzanfängen, die Diple in der Funktion des Gänsefüßchens zur Kennzeichnung von Zitaten, sowie die korōnís zum Abschluss von Absätzen.

### Rom
In römischen Inschriften ist die Interpunktion häufiger – Punkte dienen zur Trennung der Wörter, aber am Ende eines Satzes fehlen sie.

### Mittelalter
Im 7. Jahrhundert kommen andere Systeme auf, die jedoch ähnlich aufgebaut sind. Die Karolingerzeit kennt den Punkt als Trennzeichen, dazu tritt aber auch bereits ein Strich (virgula, siehe Virgel). Zur selben Zeit wurde im byzantinischen Griechisch das Semikolon in der Funktion des Fragezeichens eingeführt. Für gesungene Texte wurden seit dem 9. Jahrhundert eigene Zeichen (Neumen) entwickelt.

### Renaissance und Reformation
Die heutigen Satzzeichen gehen im Wesentlichen auf den venezianischen Drucker Aldus Manutius den Älteren (1450–1515) zurück. Der Erfinder der Kursivschrift (ihrer Herkunft wegen im Englischen als Italics bezeichnet) druckte in Pietro Bembos 1494 erschienenem Werk De Aetna das erste Semikolon und standardisierte, gefolgt von seinem gleichnamigen Enkel, die Satzzeichen. Die Virgel begann damals so auszusehen wie das heutige Komma. Die Zeichensetzung hatte bis dahin den Zweck, für das Vorlesen aus Büchern Hinweise auf Tonfall und Atempausen zu geben. Sein Enkel Aldus Manutius der Jüngere hielt 1566 fest, „Zweck der Interpunktion sei hauptsächlich, Klarheit in die Syntax zu bringen“ und legte ein Satzzeichen-System vor, konsequent angewandt in der Antiqua, dem Schriftsatz für lateinische Texte. Beide hatten ein grundlegendes Verständnis von Satzzeichen als syntaktische Gliederungszeichen und verwendeten auch das Komma erstmals systematisch und einheitlich. Ihre Interpunktion war beispielgebend. Heute hat man im Wesentlichen ihre Vorstellungen übernommen.

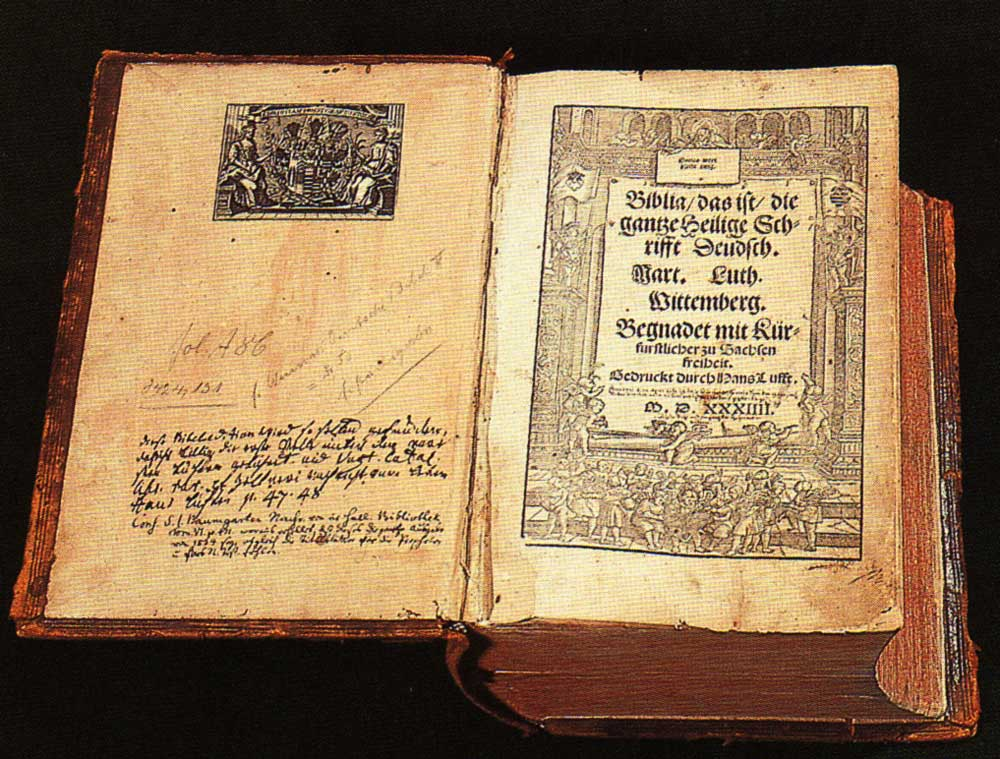
Die erste vollständige Bibelübersetzung von Martin Luther 1534 mit Verwendung der Virgel.

Martin Luther legte mit seiner Bibelübersetzung ins Deutsche viele Grundlagen für die Sprache, verwendete aber in seinen Schriften, wie damals in der Frakturschrift üblich, statt eines Kommas die Virgel zu allgemeinen Trennungen in einem Satz, also den Schrägstrich, der in Verwendung als Komma aus dem Fraktursatz erst um 1700 endgültig verschwand. Sie wurde von da an endgültig durch den Beistrich ersetzt, den schon Manutius d. Ä. in der Antiqua benutzte.
Die technische Revolution im Buchdruck, durch die sich Druckerzeugnisse leicht vervielfältigen ließen, die allmähliche Zunahme der Fähigkeit in der Bevölkerung, lesen zu können, und der Trend der komplexer werdenden Gesellschaft, stark vermehrt alles schriftlich festzuhalten, führte allgemein zu einer Standardisierung und Homogenisierung der Schriftzeichen, was auch zu einer Verfestigung der grafischen Form des Satzzeichens Komma bei der Verwendung in Druckwerken führte.

### Heute
Die Regeln zur Anwendung von Satzzeichen ändern sich und entwickeln sich weiter entsprechend dem Bedarf. So gibt es eine Reihe neuer Kommaregeln in der deutschen Sprache, die das richtige Schreiben entsprechend dem Standard erleichtern, nach Meinung einiger das Lesen jedoch erschweren.

## Im Deutschen verwendete Satzzeichen
Die am häufigsten verwendeten Satzzeichen, in deutschen Texten, sind im Kasten am rechten Rand aufgelistet. In anderssprachigen Texten gibt es zum Teil andere Satzzeichen, oder sie werden anders verwendet.
Beispiel: In englischen Texten zeigt der Apostroph – zusammen mit einem „s“ – oft den Genitiv an (Beispiel: Miller’s garden). Diese Anwendung findet sich heute oft auch in vom Standard abweichenden deutschen Texten.
- Der Punkt (.) steht am Ende eines Aussagesatzes. Er kann auch zur Gliederung von Tausender-Zahlen (1.000.000) oder zur Kennzeichnung von Abkürzungen (usw.) verwendet werden, dient aber in diesen Fällen nicht als Satzzeichen.
- Das Fragezeichen (?) steht am Ende einer Frage.
- Das Ausrufezeichen (!) oder Rufzeichen steht am Ende eines Ausrufesatzes, eines wichtigen, zu betonenden Satzes oder einer Aufforderung bzw. einem Befehl.
- Das Anführungszeichen („ und “ bzw. » und «, handschriftlich und im Schreibmaschinensatz auch das Schreibmaschinenanführungszeichen ") steht am Anfang und am Ende einer wörtlichen Rede. Es kann auch benutzt werden, um einen Begriff, ein Zitat oder eine Phrase in einschränkender Weise darzustellen.
- Das Komma (,), auch Beistrich genannt, früher Virgel, steht zwischen Teil- oder Gliedsätzen; dabei kann es sich um Haupt- oder Nebensätze handeln. Außerdem trennt es vorangestellte, eingeschobene oder nachgestellte Wörter oder Wortgruppen vom Kernsatz ab und gliedert die Teile einer Aufzählung, wenn diese nicht durch „und“ oder „oder“ verbunden sind. Unabhängig von seiner Funktion als Satzzeichen kann es auch als Trennzeichen für Dezimalzahlen (3,14) verwendet werden.
- Das Semikolon (;) oder der Strichpunkt trennt zwei zusammengehörige Sätze.
- Der Doppelpunkt (:) oder das Kolon beendet einen Satz und lässt gleichzeitig eine wörtliche Rede, ein Zitat, eine Aufzählung oder einen erklärenden Text beginnen.
- Das Leerzeichen ( ) steht zwischen zwei Wörtern und nach verschiedenen Satzzeichen wie Punkt oder Komma.
- Der Bindestrich oder Trennstrich wird zur Trennung eines Wortes beim Zeilenumbruch oder zur Bildung zusammengesetzter Wörter verwendet.
- Der Apostroph (’) ist ein Auslassungszeichen.
- Der Gedankenstrich (–), oder auch Halbgeviertstrich, auch als Bis-Strich und Streckenstrich verwendet, klammert einen eingeschobenen Gedanken. Das typographisch richtige Minuszeichen entspricht nicht dem Gedankenstrich. Er ist unter Windows mit der Tastenkombination [Alt] + „0150“ aufzurufen, auf dem Macintosh mit der Tastenkombination [Wahltaste] + [-], und mit der Neo-Tastaturbelegung mittels [Umschalttaste] + [Komma].
- Der Geviertstrich (—), auch Spiegelstrich, steht zu Beginn von Aufzählungen als Anstrich. Er ist unter Windows mit der Tastenkombination [Alt] + „0151“ aufzurufen, auf dem Macintosh mit der Tastenkombination [Umschalttaste] + [Wahltaste] + [-], und mit der Neo-Tastaturbelegung mittels [Umschalttaste] + [-].
- Der Hochpunkt (·) dient im Griechischen als Semikolon; im Deutschen als typografisches Element zwischen gleichrangigen Wörtern, die ohne zusammenhängenden Satz aufscheinen (meistens wird stattdessen der Mittelpunkt verwendet).
- Schrägstrich (/)
- Klammern ((, ), [, ], <, >, {, })
- Auslassungspunkte (…)

## Andere Satzzeichen
- Das Symbol eines Zeigefingers (☞) wurde bis ins 18. Jahrhundert als Satzzeichen verwendet, siehe Index (Satzzeichen)
- Das Interrobang (‽) vereinigt die Funktionen eines Frage- und eines Ausrufezeichens
- Im Spanischen werden Sätze, die mit einem Ausrufe- bzw. Fragezeichen oder einem Interrobang abgeschlossen werden, mit einem umgekehrten Ausrufezeichen (¡, signo de exclamación invertido) bzw. einem umgekehrten Fragezeichen (¿, signo de interrogación invertido)  oder einem Gnaborretni (⸘) eingeleitet.
- Das Aufzählungskomma (、) wird in der chinesischen Schrift verwendet.

## Ein Beispiel
Ein Beispiel diene der Anschauung. Dazu wurde ein besonders umfangreicher Text ausgewählt: Die Auszählung der Schriftzeichen in Karl May, Winnetou I, ergab folgende Häufigkeiten:
| Satzzeichen                              | Prozent (der Satzzeichen) | Prozent (aller Schriftzeichen) | absolute Häufigkeit |
| ---------------------------------------- | ------------------------- | ------------------------------ | ------------------- |
| Komma                                    | 38,07                     | 1,49                           | 14482               |
| Punkt                                    | 22,54                     | 0,88                           | 08577               |
| Anführungszeichen                        | 22,17                     | 0,87                           | 08434               |
| Ausrufezeichen                           | 05,18                     | 0,20                           | 01969               |
| Fragezeichen                             | 04,77                     | 0,19                           | 01815               |
| Semikolon/Strichpunkt                    | 03,88                     | 0,15                           | 01478               |
| Doppelpunkt                              | 01,44                     | 0,06                           | 0548                |
| Binde-, Trenn-, Auslassungsstrich        | 01,16                     | 0,05                           | 0441                |
| Anführungsstriche (für Begriffe, Wörter) | 00,49                     | 0,02                           | 0188                |
| Apostroph                                | 00,14                     | 0,01                           | 054                 |
| Klammer (rechts und links)               | 00,08                     | 0,00                           | 030                 |
| Sternchen                                | 00,07                     | 0,00                           | 028                 |

In dieser Tabelle wird nicht zwischen Satz- und Wortzeichen unterschieden. Das gesamte Buch enthält 974.506 Schriftzeichen (Buchstaben, Leer- und Satzzeichen), darunter 159.093 Leerzeichen (= 16,33 %) und 38.044 Satzzeichen (= 3,90 %). Obwohl es sich mit dem ausgewerteten Buch um einen umfangreichen Text handelt, darf das Ergebnis nicht verallgemeinert werden. Andere Texte/Textsorten ergeben andere Relationen. Daten zu den Häufigkeiten einiger Satzzeichen in der Fachsprache der Radioelektronik im Deutschen, Englischen, Französischen und Russischen nennt Lothar Hoffmann (1985).

## Anekdote zur Auswirkung von Satzzeichen
Die Setzung von Satzzeichen ist oft auch für die Vermittlung des gewünschten Inhalts wichtig. Die nachfolgende frei erfundene Anekdote verdeutlicht dies: Vor langer langer Zeit gab es einen Bösewicht, der hingerichtet werden sollte. Man schickte nach dem König. Er hatte das Recht inne, den Delinquenten zu begnadigen. Ein Bote kam vom König mit folgender Botschaft zurück: „Ich komme nicht köpfen!“. Nur, wo sollte man das Komma setzen? „Ich komme, nicht köpfen!“ oder „Ich komme nicht, köpfen!“? Sogar ohne Komma ergibt der Satz einen Sinn, auch wenn ein König damit sicher einen der beiden Befehle an seinen Henker gemeint hätte.